# بيرن لاي جونيور
بيرن لاي جونيور (بالإنجليزية: Beirne Lay Jr.) (1 سبتمبر 1909، بيركلي سبرينغز في الولايات المتحدة - 26 مايو 1982 في الولايات المتحدة)؛ كاتِب، سيناريست وروائي أمريكي. درس في جامعة ييل.

## روابط خارجية
- بيرن لاي جونيور على موقع IMDb (الإنجليزية)
- بيرن لاي جونيور على موقع قاعدة بيانات الأفلام السويدية (السويدية)
- بيرن لاي جونيور على موقع قاعدة بيانات الفيلم (الإنجليزية)
- بيرن لاي جونيور على موقع كينوبويسك (الروسية)